# La Fría
La Fría – miasto na zachodzie Wenezueli w stanie Táchira. Zostało założone w 1853 roku.

## Demografia
Miasto według spisu powszechnego 21 października 2001 roku liczyło 29 706, 30 października 2011 ludność La Fría wynosiła 34 452.

## Transport
W mieście znajduje się krajowy Port lotniczy La Fría.. La Fría posiada połączenia kolejowe z El Vigía i Encontrados.